# Wohnhausgruppe Richard-Dehmel-Straße

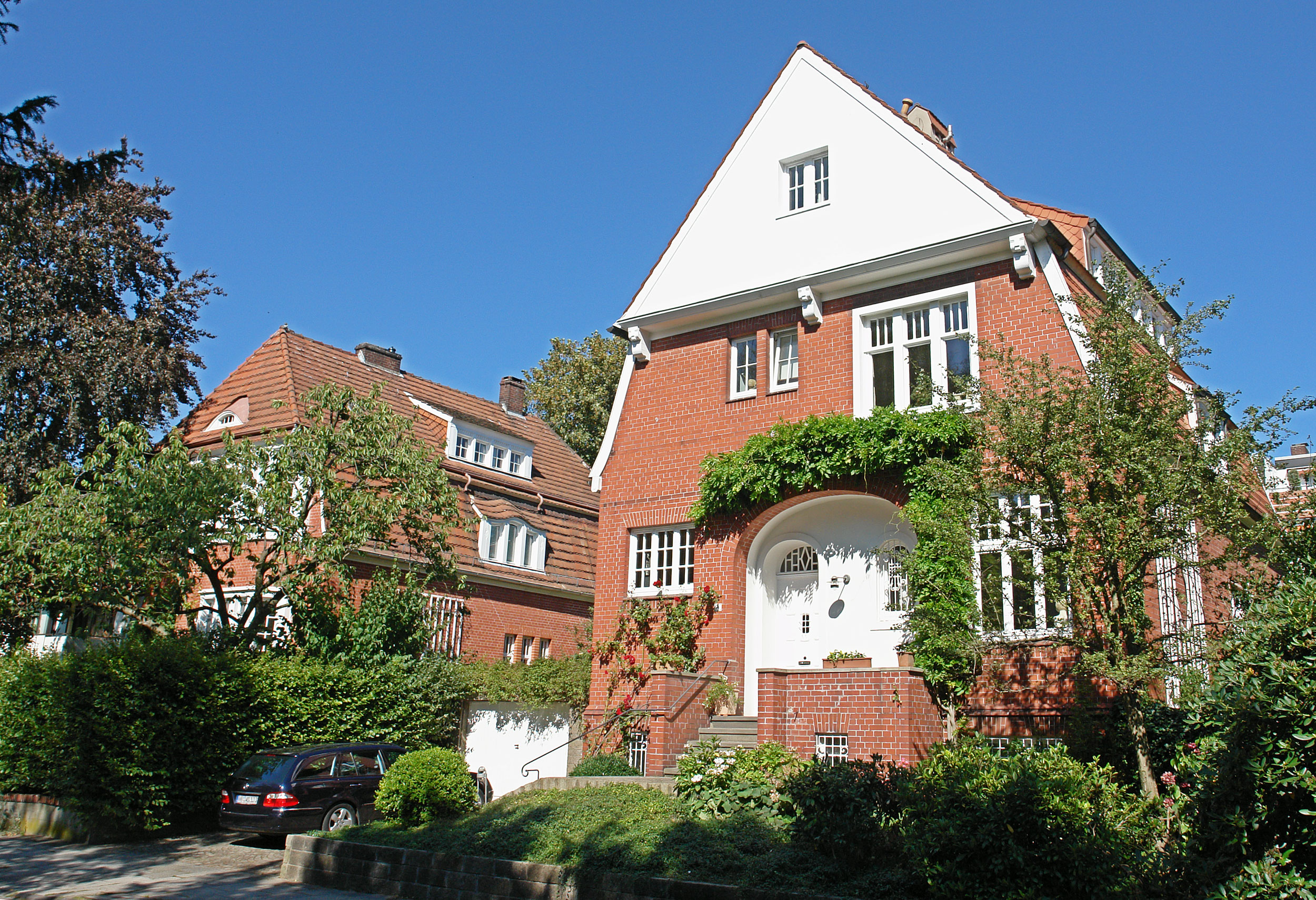
Wohnhausgruppe Richard-Dehmel-Straße

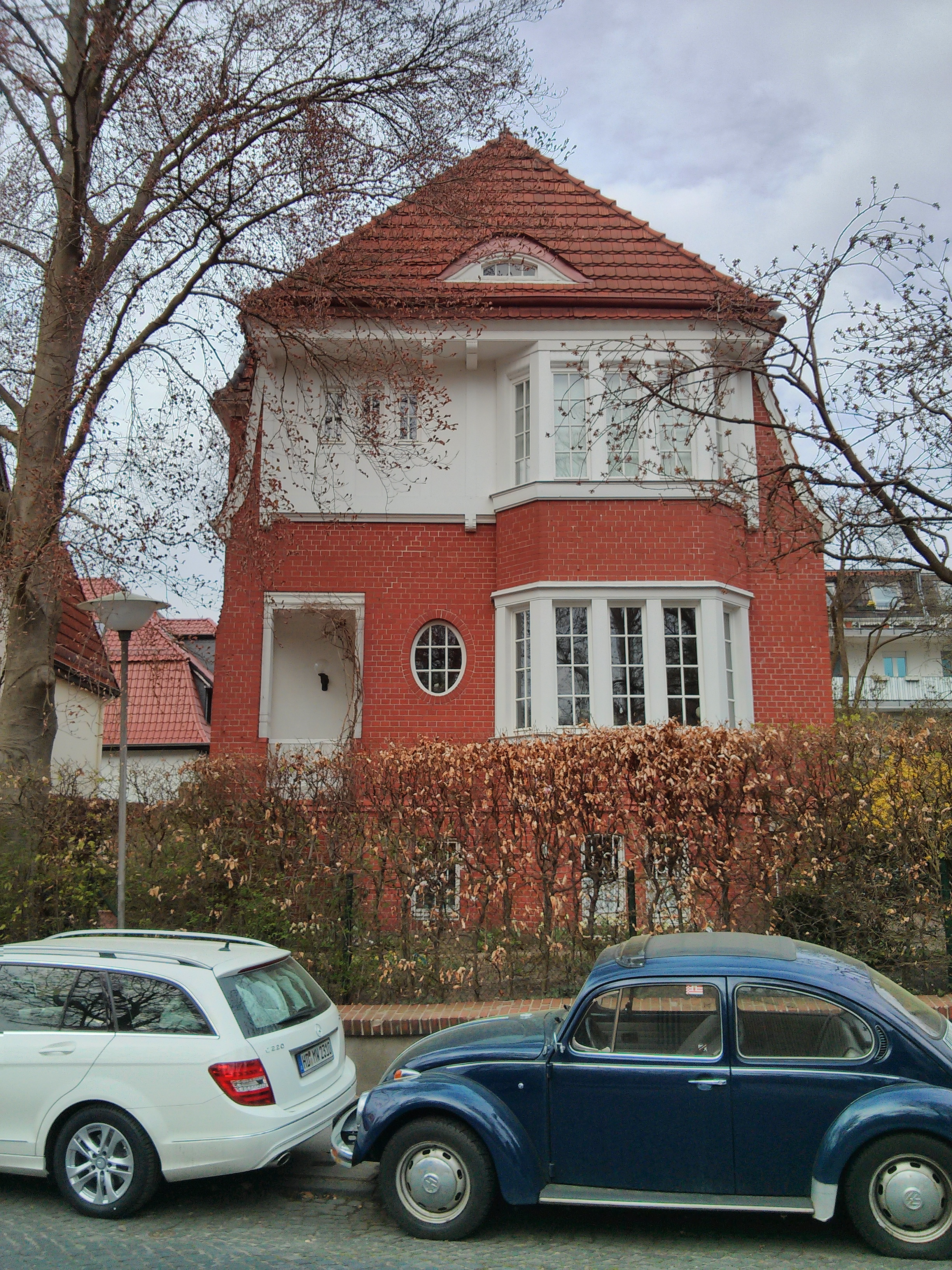
Richard-Dehmel-Strasse 2

Die Wohnhausgruppe Richard-Dehmel-Straße in Bremen - Schwachhausen, Ortsteil Radio Bremen steht seit 1980 unter Bremischen Denkmalschutz.

## Geschichte
Die Wohnhausgruppe Richard-Dehmel-Straße Nr. 2 und 4 ist eine zweigeschossige Wohnhausgruppe, die 1907 nach Plänen des Architekten Fritz Schumacher gebaut wurde. Die beiden rotsteinverklinkerten Wohnhäuser im Reformstil der Jahrhundertwende mit Walmdach bzw. Mansarddach stehen giebelständig zur Straße. Bauherr war der Bauunternehmer J.H. Römermann.
Beide Häuser waren markante Entwürfe im Schaffen von Schumacher und die einzigen Gebäude von ihm, die in Bremen erhalten blieben. Er griff den Heimatstil der Jahrhundertwende auf mit traditionellen Dachformen und den örtlichen Materialien, aber er verwendete neue moderne Bauformen im Stil des Deutschen Werkbundes, den er mit Anderen 1907 gründete. Der Stil des Historismus wurde hier früh überwunden, ähnlich wie 1903 bei der Villa Grübler in Dresden. In der neuen Straße sollten noch weitere ähnliche standardisierte aber variable Wohnhäuser entstehen, aber nur drei kamen noch zu Ausführung; eines (Nr. 6/8) existiert nicht mehr.
Der Bremer Denkmalpflegepreis 2010 ging an die Bauherren Melanie und Matthias Wobbe für ihre vorbildlichen Bemühungen zur energetischen und denkmalgerechten Sanierung ihres Wohnhauses. 2011 folgte „für die denkmalverträgliche und intelligente energetische Instandsetzung“ des Wohnhauses Richard-Dehmel-Straße 2 der 2. Bundespreis für Handwerk in der Denkmalpflege in Bremen von der Deutschen Stiftung Denkmalschutz und dem Zentralverband des Deutschen Handwerks.
Heute (2014) werden die Gebäude für Wohnzwecke und als Praxis genutzt.
In der Nähe steht das Wohnhaus Richard-Dehmel-Straße 3 (Haus Noltenius) von 1935.